# Says
Says är en ort och tidigare kommun i regionen Landquart i kantonen Graubünden, Schweiz. Kommunen Says inkorporerades i kommunen Trimmis den 1 januari 2008.